# Wilk (ssaki)
Wilk (Canis) – rodzaj ssaków z podrodziny Caninae w obrębie rodziny psowatych (Canidae).

## Rozmieszczenie geograficzne
Rodzaj obejmuje gatunki występujące w Eurazji, Ameryce Północnej i Afryce (w Australii w stanie dzikim występuje forma psa domowego – dingo australijski).

## Morfologia
Długość ciała samic 74–120 cm, samców 74–130 cm, długość ogona samic 20–50cm, samców 20–52 cm; masa ciała samic 6,5–50 kg, samców 7,6–62 kg.

## Systematyka
Rodzaj zdefiniował w 1758 roku szwedzki przyrodnik Karol Linneusz w 10. wydaniu Systema Naturae – publikacji własnego autorstwa poświęconej systematyce zwierząt, roślin i minerałów. Linneusz wymienił kilka gatunków – Canis familiaris Linnaeus, 1758, Canis lupus Linnaeus, 1758, Canis hyaena Linnaeus, 1758, Canis vulpes Linnaeus, 1758, Canis alopex Linnaeus, 1758 (= Canis vulpus Linnaeus, 1758), Canis lagopus Linnaeus, 1758 i Canis aureus Linnaeus, 1758 – z których gatunkiem typowym jest (Linneuszowska tautonimia) Canis familiaris Linnaeus, 1758 (pies domowy).

### Etymologia
- Canis: łac. canis ‘pies’[35].
- Alopsis: gr. αλωπός alōpos ‘jak lis’, od αλωπηξ alōpēx, αλωπεκος alōpekos ‘lis’; οψις opsis ‘wygląd’[36]. Gatunek typowy: Rafinesque w oryginalnym opisie podał tylko nazwę, nie wymieniając żadnego gatunku.
- Thos: gr. θώς thōs, θωός thōos ‘zwierzę drapieżne rodzaju wilka, prawdopodobnie szakal’[37]. Gatunek typowy: Oken (1816) – Thos vulgaris Oken, 1816 (= Canis aureus Linnaeus, 1758); Heller (1914) (oryginalne oznaczenie) – Thos vulgaris Oken, 1816 (= Canis aureus Linnaeus, 1758).
- Lupus: łac. lupus ‘wilk’[38]. Gatunek typowy: Oken (1816) – Canis lupus Linnaeus, 1758; S.D.W. (1836) (oznaczenie monotypowe) – Lupus vulgaris S.D.W., 1836 (= Canis lupus Linnaeus, 1758); Smith (1839) wymienił cztery gatunki – Canis mexicanus Linnaeus, 1766 (= Canis familiaris Linnaeus, 1758), Canis nubilus[g] Say, 1823, Canis lycaon von Schreber, 1775 i Lupus vulgaris C.H. Smith, 1839 (= Canis lupus Linnaeus, 1758) – nie wskazując gatunku typowego; Gray (1868) (absolutna tautonimia) – Lupus vulgaris J.E. Gray, 1868 (= Canis lupus Linnaeus, 1758).
- Vulpicanis: zbitka wyrazowa nazw rodzajów: Vulpes Frisch, 1775 (lis) oraz Canis Linnaeus, 1758 (wilk)[39]. Gatunek typowy (oznaczenie monotypowe): Canis aureus Linnaeus, 1758.
- Chaon: etymologia niejasna, Smith nie podał znaczenia nazwy rodzajowej[40]. Gatunek typowy: Smith wymienił kilkadziesiąt gatunków – Canis aureus Linnaeus, 1758, Sacalius barbarus C.H. Smith, 1839 (= Canis lupaster Hemprich & Ehrenberg, 1833), Canis anthus F. Cuvier, 1820 (nomen dubium), Thous senegalensis[h] C.H. Smith, 1839, Canis variegatus Cretzschmar, 1826 (= Canis lupaster Hemprich & Ehrenberg, 1833), Canis mexicanus Linnaeus, 1766 (= Canis familiaris Linnaeus, 1758), Canis latrans Say, 1823, Lyciscus cagottis[i] C.H. Smith, 1839, Canis nubilus[g] Say, 1823, Canis lycaon von Schreber, 1775, Canis mesomelas von Schreber, 1775, Canis dukhunensis Sykes, 1831, (= Canis alpinus Pallas, 1811), Canis javanicus A.G. Desmarest, 1821 (= Canis alpinus Pallas, 1811), Canis primaevus B.H. Hodgson, 1833 (= Canis alpinus Pallas, 1811), Canis familiaris var. sumatrensis[j] Hardwicke, 1821, Canis azarae[k] zu Wied-Neuwied, 1824, Cerdocyon guaraxa C.H. Smith, 1839 (= Canis thous Linnaeus, 1766, Canis jubatus A.G. Desmarest, 1821 (= Canis brachyurus Illiger, 1815), Vulpes magellanica J.E. Gray, 1837 (= Canis culpaeus G.I. Molina, 1782), Vulpes fulvipes W. Martin, 1837, Canis procyonoides J.E. Gray, 1834, Canis chrysurus J.E. Gray, 1837 (= Canis bengalensis G. Shaw, 1800), Canis kokree Sykes, 1831 (= Canis bengalensis G.K. Shaw, 1800), Megalotis caama C.H. Smith, 1839 (= Canis chama A. Smith, 1833), Canis corsac Linnaeus, 1768, Canis pallidus Cretzschmar, 1826, Canis famelicus Cretzschmar, 1826 (= Canis rüppelii H.R. Schinz, 1825), Canis zerda E.A.W. von Zimmermann, 1780, Cerdocyon mesoleucus C.H. Smith, 1839 (nomen dubium), Lupus vulgaris C.H. Smith, 1839 (= Canis lupus Linnaeus, 1758), Chryseus scylax C.H. Smith, 1839 (= Canis alpinus Pallas, 1811), Chryseus ceylonicus C.H. Smith, 1839 (= Canis ceilonicus G. Shaw, 1800 (nomen dubium)), Chryseus pahariah C.H. Smith, 1839 (= Canis familiaris Linnaeus, 1758), Chrysæus australiæ C.H. Smith, 1839 (= Canis familiaris Linnaeus, 1758), Thous tokla C.H. Smith, 1839 (species inquirenda), Thous acmon C.H. Smith, 1839 (species inquirenda), Cynalopex insectivorus C.H. Smith, 1839 (= Canis bengalensis G.K. Shaw, 1800), Cynalopex turcicus C.H. Smith, 1839 (= Canis corsac Linnaeus, 1768, Dusicyon canescens C.H. Smith, 1839 (species inquirenda), Dusicyon antarticus C.H. Smith, 1839 (= †Canis australis Kerr, 1792) i Dusicyon sylvestris C.H. Smith, 1839 (species inquirenda) – nie wskazując gatunku typowego; gatunek typowy (późniejsze oznaczenie)[41] – Canis azarae[k] Wied-Neuwied, 1824.
- Lyciscus: zdrobnienie gr. λυκος lýkos ‘wilk’[42]. Gatunek typowy: Smith wymienił dwa gatunki – Canis latrans Say, 1823 i Lyciscus cagottis[i] C.H. Smith, 1839 – z których gatunkiem typowym jest Canis latrans Say, 1823.
- Thous: gr. θώς thōs, θωός thōos ‘zwierzę drapieżne rodzaju wilka, prawdopodobnie szakal’[37]. Gatunek typowy: Smith wymienił kilka gatunków – Canis anthus F. Cuvier, 1820 (nomen dubium), Thous senegalensis[h] C.H. Smith, 1839, Canis variegatus Cretzschmar, 1826 (= Canis lupaster Hemprich & Ehrenberg, 1833), Canis mesomelas von Schreber, 1775, Thous tokla C.H. Smith, 1839 (species inquirenda) i Thous acmon C.H. Smith, 1839 (species inquirenda) – nie wskazując gatunku typowego.
- Sacalius: gr. τσακαλι tsakali ‘szakal’[43]. Gatunek typowy: Smith wymienił kilka gatunków – Canis aureus Linnaeus, 1758, Sacalius barbarus C.H. Smith, 1839 (= Canis lupaster Hemprich & Ehrenberg, 1833) i Canis procyonoides J.E. Gray, 1834 – z których gatunkiem typowym jest Canis aureus Linnaeus, 1758.
- Oxygous: gr. όξύγοος oksygoos ‘przeraźliwy płacz’; aluzja do charakterystycznego długiego wycia szakala złocistego brzmiącego jak lament lub płacz[44]. Gatunek typowy (oznaczenie monotypowe): Oxygous indicus B.H. Hodgson, 1841 (= Canis aureus indicus B.H. Hodgson, 1833).
- Lupulus: zdrobnienie łac. lupus ‘wilk’[45]. Gatunek typowy: Gervais wymienił kilka gatunków – Canis aureus Linnaeus, 1758, Canis corsac Linnaeus, 1768 i Canis lagopus Linnaeus, 1758 – z których gatunkiem typowym jest Canis aureus Linnaeus, 1758.
- Simenia: lokalna nazwa kaberu używana w Etiopii[46]. Gatunek typowy (oznaczenie monotypowe): Canis simensis Rüppell, 1840.
- Neocyon: gr. νεος neos ‘nowy’; κυων kuōn, κυνος kunos ‘pies’[47]. Gatunek typowy (oznaczenie monotypowe): Canis latrans Say, 1823.
- Dieba: Dieb, lokalna nazwa dla wilka egipskiego używana w Afryce Północnej[48]. Gatunek typowy (oznaczenie monotypowe): Canis anthus F. Cuvier, 1820 (nomen dubium).
- Lycorus: gr. λυκος lýkos ‘wilk’; ορος oros, ορεος oreos ‘góra’[49]. Gatunek typowy (oznaczenie monotypowe): Lycorus nemesianus Bourguignat, 1875 (= Canis lupus Linnaeus, 1758).
- Synagodus: gr. συναγω sunagō ‘zebrać razem’; οδους odous, οδοντος odontos ‘ząb’[50]. Gatunek typowy (oznaczenie monotypowe): Synagodus mansuetus Cope, 1879 (= Canis familiaris Linnaeus, 1758).
- Dysodus: gr. δυσ- dus- ‘zły’; οδους odous, οδοντος odontos ‘ząb’[51]. Gatunek typowy (oznaczenie monotypowe): Dysodus pravus Cope, 1879 (= Canis familiaris Linnaeus, 1758).
- Macrocyon: gr. μακρος makros ‘długi’; κυων kuōn, κυνος kunos ‘pies’[52]. Gatunek typowy (oznaczenie monotypowe): Macrocyon robustus F. Ameghino, 1881 (nomen dubium).
- Pachycyon: gr. παχυς pakhus ‘wielki, gruby’; κυων kuōn, κυνος kunos ‘pies’[53]. Gatunek typowy (oznaczenie monotypowe): Pachycyon robustus J.A. Allen, 1885 (= Canis familiaris Linnaeus, 1758).
- Mamcanisus: modyfikacja zaproponowana przez meksykańskiego przyrodnika Alfonso Luisa Herrerę w 1899 roku polegająca na dodaniu do nazwy rodzaju przedrostka Mam (od Mammalia)[54].
- Alopedon: gr. αλωπηξ alōpēx, αλωπεκος alōpekos ‘lis’[55]; οδους odous, οδοντος odontos ‘ząb’[56]. Gatunek typowy (oznaczenie monotypowe): Canis thooides Hilzheimer, 1906 (= Canis lupaster Hemprich & Ehrenberg, 1833).
- Oreocyon: gr. ορος oros, ορεος oreos ‘góra’[57]; κυων kuōn, κυνος kunos ‘pies’[58]. Gatunek typowy (oryginalne oznaczenie): Oreocyon hagenbecki Krumbiegel, 1950 (= Canis familiaris Linnaeus, 1758).
- Dasycyon: gr. δασυς dasus ‘włochaty, kosmaty, chropowaty’[59] ; κυων kuōn, κυνος kunos ‘pies’[58].
- Cubacyon: Kuba (hiszp. Cuba); κυων kuōn, κυνος kunos ‘pies’[58]. Gatunek typowy (oryginalne oznaczenie): Cubacyon transversidens Arredondo de la Mata & Varona, 1974 (= Canis familiaris Linnaeus, 1758).
- Paracyon: παρα para ‘blisko,  obok’[60]; κυων kuōn, κυνος kunos ‘pies’[58]. Gatunek typowy (oryginalne oznaczenie): Paracyon caribensis Arredondo de la Mata, 1981 (= Canis familiaris Linnaeus, 1758).
- Indocyon: Indie Zachodnie (hiszp. Indias Occidentales); κυων kuōn, κυνος kunos ‘pies’[58]. Gatunek typowy (oryginalne oznaczenie): Paracyon caribensis Arredondo, 1981 (= Canis familiaris Linnaeus, 1758).

### Podział systematyczny
Do rodzaju należą następujące żyjące współcześnie gatunki:
| Grafika | Gatunek          | Autor i rok opisu          | Nazwa zwyczajowa | Podgatunki                         | Rozmieszczenie geograficzne | Podstawowe wymiary                          | Status IUCN |
| ------- | ---------------- | -------------------------- | ---------------- | ---------------------------------- | --- | ------------------------------------------- | ----------- |
|         | Canis simensis   | Rüppell, 1840              | kaberu etiopski  | 2 podgatunki                       | endemit Etiopii: odosobnione pasma górskie Wielkich Rowów Afrykańskich; zakres wysokości: 3000–4500 m n.p.m. | DC: 84–101 cm DO: 27–40 cm MC: 11,2–19,3 kg | EN          |
|         | Canis aureus     | Linnaeus, 1758             | szakal złocisty  | gatunek monotypowy                 | rozpowszechniony w południowo-zachodniej i południowej Azji, w kontynentalnej części południowo-wschodniej Azji, rozsza zasięg na południowo-wschodnią Europę (na północ do Austrii, południowej Słowacji i południowej Ukrainy, na zachod na północno-wschodnie Włochy); zakres wysokości: 0–2000 m n.p.m. | DC: 74–84 cm DO: 20–24 cm MC: 6,5–9,8 kg    | LC          |
|         | Canis lupaster   | Hemprich & Ehrenberg, 1833 | wilk egipski     | gatunek monotypowy                 | północna Afryka od Maroka po Egipt (w tym półwysep Synaj), na południe do Senegalu na zachodzie i w północnej Tanzanii na wschodzie; zakres wysokości: 500–3800 m n.p.m. | DC: 74–89 cm DO: 27–35 cm MC: 6,3–15 kg     | LC          |
|         | Canis lupus      | Linnaeus, 1758             | wilk szary       | 19 podgatunków (w tym 7 wymarłych) | Dzikie i odległe obszary w Alasce, Kanadzie, północnych Stanach Zjednoczonych, Grenlandii, Europie i Azji od około 75° N do 12° N; zakres wysokości: 0–3000 m n.p.m. | DC: 87–130 cm DO: 35–52 cm MC: do 62 kg     | LC          |
|         | Canis familiaris | Linnaeus, 1758             | pies domowy      | 3 podgatunki                       | cały świat | DC: 86–123 cm DO: 26–38 cm MC: 12–24 kg     | GU          |
|         | Canis lycaon     | von Schreber, 1775         | wilk algonkiński | gatunek monotypowy                 | od Wielkich Jezior po południowo-wschodni Quebec (południowo-wschodnia Kanada i północno-wschodnie Stany Zjednoczone) | DC: 108–115 cm DO: brak danych MC: 24–29 kg | NE          |
|         | Canis rufus      | Audubon & Bachman, 1851    | wilk rudy        | gatunek monotypowy                 | endemit Stanów Zjewdnoczonych: obecnie ograniczony do wschodniej Karoliny Północnej, historycznie od wschodniego Teksasu do południowego krańca Wielkich Jezior i Maine | DC: 99–125 cm DO: 30–46 cm MC: 20–34 kg     | CR          |
|         | Canis latrans    | Say, 1823                  | kojot preriowy   | 19 podgatunków                     | Ameryka Północna (z wyjątkiem obszarów polarnych) na południe przez Amerykę Środkową do Panamy (Darién) | DC: 74–94 cm DO: 26–36 cm MC: 7,7–15,8 kg   | LC          |

Kategorie IUCN:  LC  – gatunek najmniejszej troski,  EN  – gatunek zagrożony,  CR  – gatunek krytycznie zagrożony;  NE  – gatunki niepoddane jeszcze ocenie; GU – gatunek udomowiony nie podlega ocenie przez IUCN.
Opisano również szereg gatunków wymarłych:

- Canis acutus F. Ameghino, 1887[65] (Ameryka Południowa; miocen–pliocen)
- Canis antiquus (R. Broom, 1937)[66] (Afryka; plejstocen).
- Canis apolloniensis Koufos & Kostopoulos, 1997[67] (Europa; plejstocen).
- Canis arnensis Del Campana, 1913[68] (Europa; plejstocen).
- Canis atrox R. Broom, 1948[69] (Afryka; plejstocen).
- Canis borjgali Bartolini Lucenti, Bukhsianidze, Martínez Navarro & Lordkipanidze, 2020[70] (Azja; plejstocen).
- Canis brevicephalus Qiu Zhanxiang, Deng Tao & Wang Banyue, 2004[71] (Azja; plejstocen).
- Canis brevirostris Ewer, 1956[72] (Afryka; plejstocen).
- Canis cedazoensis Mooser & Dalquest, 1975[73] (Ameryka Północna; plejstocen).
- Canis chihliensis Zdansky, 1924[74] (Azja; plejstocen).
- Canis edwardii Gazin, 1942[75] (Ameryka Północna; plejstocen).
- Canis etruscus Forsyth Major, 1877[76] (Europa; plejstocen).
- Canis falconeri Forsyth Major, 1877[77] (Europa; plejstocen).
- Canis feneus Tedford, Wang Xiaoming & B.E. Taylor, 2009[78] (Ameryka Północna; plejstocen).
- Canis gezi Kraglievich, 1928[79] (Ameryka Południowa; plejstocen)
- Canis hercynicus Woldřich, 1882[80] (Europa; plejstocen).
- Canis hewitti Fourvel & Frerebeau, 2022[81] (Afryka; pliocen–plejstocen)
- Canis lepophagus C.S. Johnston, 1938[82] (Ameryka Północna; pliocen).
- Canis longdanensis Qiu Zhanxiang, Deng Tao & Wang Banyue, 2004[83] (Azja; plejstocen).
- Canis michauxi R. Martin, 1973[84] (Europa; pliocen)
- Canis mosbachensis Soergel, 1925[85] (Europa; plejstocen).
- Canis neschersensis Croizert & Jobert, 1828[86] (Europa).
- Canis orcensis Martínez Navarro, Lucenti, Palmqvist, Ros-Montoya, Madurell-Malapeira & Espigares, 2021[87] (Europa; plejstocen).
- Canis othmanii Amri, Bartolini Lucenti, Mtimet, Narjess Karoui-YaakoubKaroui-Yaakoub, Ros-Montoya, Espigares, Boughdiri, Bel Haj Ali & Martínez Navarro, 2017[88] (Afryka; plejstocen).
- Canis palmidens Teilhard de Chardin & Piveteau, 1930[89] (Azja; pliocen)
- Canis pinjorensis Gaur, 1987[90] (Azja; plejstocen)
- Canis tamanensis Vereshchagin, 1957[91] (Azja; plejstocen)
- Canis teilhardi Qiu Zhanxiang, Deng Tao & Wang Banyue, 2004[92] (Azja; plejstocen).
- Canis thooides Tedford, Wang Xiaoming & Taylor, 2009[93] (Ameryka Północna; plejstocen).
- Canis vitastensis Kotlia, 1987[94] (Azja; plejstocen).
- Canis yuanmoensis You Yuzhu & Qi Guoqin, 1973[95] (Azja; plejstocen)